# Mistrzostwa Świata Mężczyzn w Curlingu 2020
Mistrzostwa Świata Mężczyzn w Curlingu 2020 – turniej, który miał się odbyć w dniach 28 marca–5 kwietnia 2020 w szkockim Glasgow.
Szkocja miała gościć mistrzostwa świata mężczyzn w curlingu po raz 11 (ostatni raz w 2000, gdy mistrzostwa odbyły się również w Glasgow). Glasgow już wcześniej dwukrotnie było gospodarzem turnieju (w 1985 i w 2000).
Sponsorem tytularnym turnieju był LGT Group.

## Kwalifikacje
Do turnieju zakwalifikowało się 13 reprezentacji.
- Szkocja (gospodarz)
- najwyżej sklasyfikowana reprezentacja z Ameryki:
  -  Kanada
- zwycięzca Challengu Ameryk 2019:
  -  Stany Zjednoczone
- siedem zespołów z Mistrzostw Europy 2019:
  -  Szwecja
  -  Szwajcaria
  -  Dania
  -  Włochy
  -  Norwegia
  -  Niemcy
  -  Holandia
- jeden zespół z Mistrzostw Azji i Strefy Pacyfiku 2019:
  -  Korea Południowa
- World Qualification Event 2020:
  -  Chiny
  -  Rosja

## Odwołanie mistrzostw
14 marca 2020, tj. na dwa tygodnie przed rozpoczęciem turnieju, organizatorzy poinformowali, że mistrzostwa zostały odwołane z powodu pandemii COVID-19 i wprowadzonych przez rządy brytyjski i szkocki obostrzeń. Był to pierwszy w trwającej od 1959 historii mistrzostwa świata w curlingu mężczyzn przypadek odwołania rozgrywek.